# Kazjaryna Bobryk
Kazjaryna Bobryk (belarussisch Кацярына Бобрик, englisch Katsiaryna Bobryk; * 1. November 1983) ist eine ehemalige belarussische Sprinterin, die sich auf den 400-Meter-Lauf spezialisiert hat.

## Sportliche Laufbahn
Erste internationale Erfahrungen sammelte Kazjaryna Bobryk bei den 1999 erstmals ausgetragenen Jugendweltmeisterschaften in Bydgoszcz, bei denen sie im 100-Meter-Lauf mit 12,28 s im Halbfinale im 100-Meter-Lauf ausschied und über 200 Meter mit 25,38 s nicht über den Vorlauf hinauskam. 2003 belegte sie bei den U23-Europameisterschaften ebendort in 54,47 s den achten Platz im 400-Meter-Lauf, ehe sie bei den Weltmeisterschaften nahe Paris mit der belarussischen 4-mal-400-Meter-Staffel mit 3:31,40 min im Vorlauf ausschied. 2005 schied sie bei den U23-Europameisterschaften in Erfurt mit 53,22 s in der ersten Runde über 400 Meter aus und wurde im Staffelbewerb disqualifiziert. Anschließend schied sie bei der Sommer-Universiade in Izmir mit 24,55 s im Viertelfinale im 200-Meter-Lauf aus und belegte mit der Staffel in 3:32,04 min den fünften Platz. Im Jahr darauf verhalf sie der Staffel bei den Europameisterschaften in Göteborg zum Finaleinzug und trug damit zum Gewinn der Silbermedaille bei. 2009 gewann sie mit der Staffel bei den Halleneuropameisterschaften in Turin in 3:35,03 min gemeinsam mit Alena Kijewitsch, Hanna Reischal und Kazjaryna Mischyna die Bronzemedaille hinter den Teams aus Russland und dem Vereinigten Königreich. 2012 beendete sie dann ihre aktive sportliche Karriere im Alter von 29 Jahren.

## Persönliche Bestleistungen
- 100 Meter: 11,49 s (+1,6 m/s), 22. Juli 2006 in Minsk
- 200 Meter: 23,70 s, 9. Juni 2006 in Minsk
- 400 Meter: 52,4 s, 24. Mai 2005 in Minsk
  - 400 Meter (Halle): 53,54 s, 9. Februar 2007 in Mahiljou